# Заозёрный (Бурятия)
Заозёрный — упразднённый посёлок в Селенгинском районе Бурятии. Входит в городское поселение «Город Гусиноозёрск». Исключен из учётных данных в 2024 году.

## География

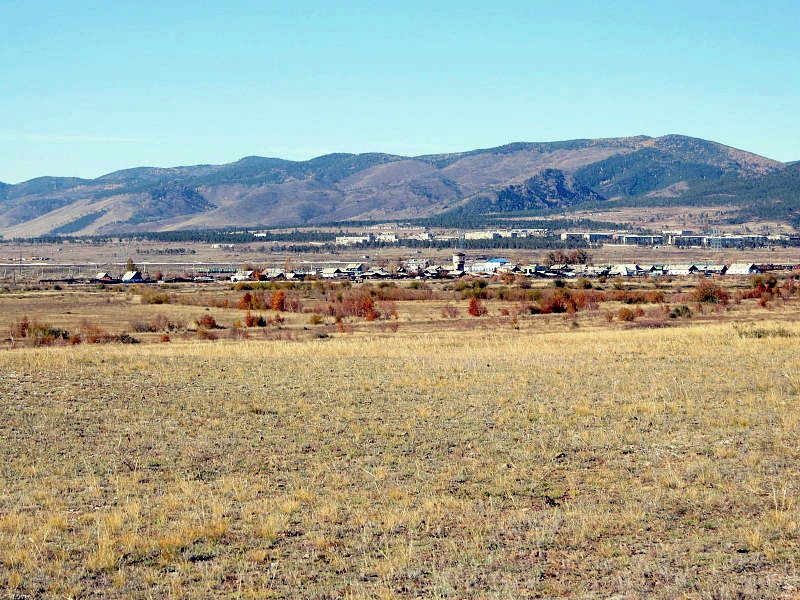
Станция Загустай. На заднем плане — ДОСы посёлка Заозёрный

Расположен у северо-восточного подножия Хамбинского хребта, в 10 км (по автодороге) северо-западнее Гусиноозёрска, и в 6 км по автодороге и 2 км по прямой от железнодорожной станции Загустай.

## История
В 1969 году на северо-восточных склонах Хамбинского хребта был расквартирован танковый полк ЗабВО и началось строительство открытого военного городка. Вдоль хребта на протяжении 10 км была создана инфраструктура воинской части.
17 декабря 1975 года Президиум Верховного совета Бурятской АССР постановил: «Зарегистрировать вновь возникший населённый пункт на территории Селенгинского района, присвоив ему наименование посёлка Заозёрный. Передать посёлок Заозёрный в административное подчинение Гусиноозёрскому городскому Совету депутатов трудящихся». В посёлке была основана средняя общеобразовательная школа — до этого дети военнослужащих обучались в школах Гусиноозёрска, куда их возил автобус.
Осенью 2012 года воинская часть была расформирована и переведена в другой регион России. Инфраструктура посёлка свёрнута. Небольшая часть жителей (76 семей), привязанных к Гусиноозёрску, получила в городе благоустроенное жильё. Постоянного населения в посёлке, практически, нет. Дальнейшая судьба Заозёрного остаётся под вопросом.

## Население
| 2002 | 2010 |
| ---- | ---- |
| 2099 | ↘800 |

## Люди, связанные с посёлком
- Буданов, Юрий Дмитриевич (1963—2011) — российский военный, полковник, лишённый воинского звания в 2003 году по приговору суда за преступления в Чечне. В 1990-х годах проходил службу в Заозёрном.